# Manton (Rutland)
Pour les articles homonymes, voir Manton.
Manton est un village et une paroisse civile du Rutland, en Angleterre.